# 1049
| Calendário gregoriano                                                        | 1049 MXLIX                                            |
| Ab urbe condita                                                              | 1802                                                  |
| Calendário arménio                                                           | 498 – 499                                             |
| Calendário bahá'í                                                            | -795 – -794                                           |
| Calendário budista                                                           | 1593                                                  |
| Calendário chinês                                                            | 3745 – 3746 Início a 6 de fevereiro (aproximadamente) |
| Calendário copta                                                             | 765 – 766                                             |
| Calendário etíope                                                            | 1041 – 1042                                           |
| Calendários hindus - Vikram Samvat - Calendário nacional indiano - Cáli Iuga | 1104 – 1105 970 – 971 4149 – 4150                     |
| Calendário Holoceno                                                          | 11049                                                 |
| Calendário islâmico                                                          | 440 – 441                                             |
| Calendário judaico                                                           | 4809 – 4810                                           |
| Calendário persa                                                             | 427 – 428                                             |
| Calendário rúnico                                                            | 1299                                                  |
| Calendário solar tailandês                                                   | 1592                                                  |

1049 (MXLIX na numeração romana) foi um ano comum do século XI do Calendário Juliano, da Era de Cristo, a sua letra dominical foi A (52 semanas), teve início a um domingo e terminou também a um domingo.
No território que viria a ser o reino de Portugal estava em vigor a Era de César que já contava 1087 anos.
| Ano completo                    |
| ------------------------------- |
| Ano comum com início ao domingo |

## Eventos
- 12 de Fevereiro - É eleito o Papa Leão IX.

## Nascimentos
- data desconhecida - Bartolomeu de L'Île-Bouchard, Senhor de L'Île-Bouchard, França. (m. 1087.)

## Mortes
- 1 de dezembro - Ermesinda de Foix, rainha de Aragão (n. 1015).